# 스칼라 광장

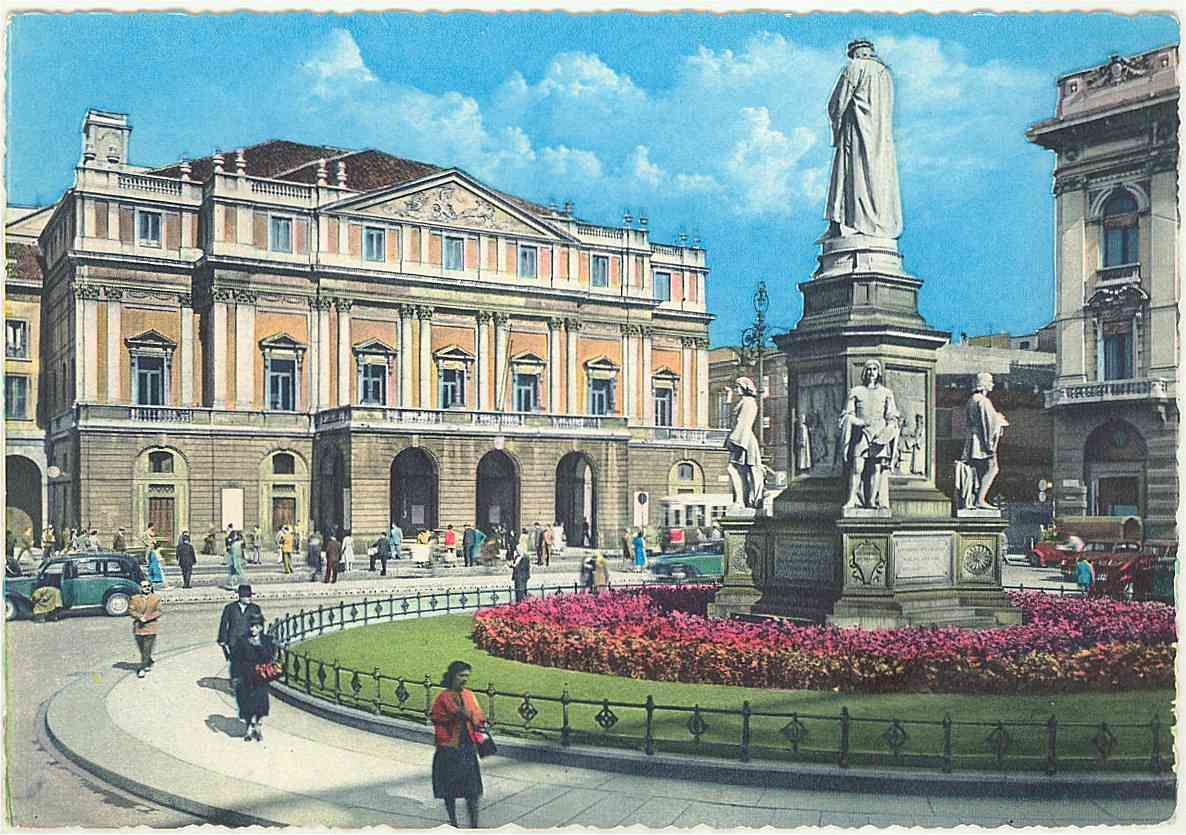
1960년대의 스칼라 광장. 우측에 다빈치 기념상이, 좌측에 스칼라 극장이 있다. 맨 오른쪽에 걸쳐 있는 건물은 이탈리아 상업은행 본사 건물이다.

레오나르도 다 빈치 기념비의 [ 인터랙티브] 360° 뷰. [ SVG 파일]을 좌우로 움직여 3D로 볼 수 있다.

스칼라 광장(이탈리아어: Piazza della Scala)은 이탈리아 밀라노의 보행자용 광장으로, 비토리오 에마누엘레 2세 갤러리아의 통로를 통해 밀라노의 중심 광장인 두오모 광장과 연결되어 있다.

## 건축
광장의 명칭은 북서쪽에 위치한 유명한 오페라 극장인 스칼라 극장에서 따왔다. 이곳에는 극장 뿐만 아니라 스칼라 박물관도 함께 자리해 있으며 극장과 오페라의 역사를 다루고 있다. 스칼라 극장 반대편, 남동쪽 방면에는 밀라노의 시청으로 사용되고 있는 마리노궁이 들어서 있으며, 북동쪽에는 방카 코메르치알레 이탈리아나궁 (이탈리아 산업은행 궁전)이 위치해 있다. 광장 남서쪽에는 상술한 비토리오 에마누엘레 2세 갤러리아와 벨트라미궁의 입구가 있다.
광장을 둘러싼 건축물의 대다수는 이탈리아 건축가 루카 벨트라미가 설계하였으며, 스칼라궁과 마리노궁, 이탈리아 상업은행 본사를 설계하였다. 광장의 중앙에는 이탈리아 조각가 피에트로 마니가 제작한 레오나르도 다 빈치 기념상 (1872년)이 있다.

## 역사
스칼라 광장은 밀라노 도심부 정비 과정에서도 최근에 조성된 공간이다. 스칼라 광장에서 가장 오래된 건물인 마리노궁 (Palazzo Marino)은 1563년에 건설되었으나, 당시에는 광장 자체가 존재하지 않고 시가지로 채워져 있었다. 이때까지만 하더라도 마리노궁의 정면은 남동쪽 (스칼라 광장의 맞은편)에 있는 산 페델레 광장 (Piazza San Fedele)를 향해 나 있었다.
1778년 스칼라 극장이 세워질 즈음에도 극장 정면은 광장이 아닌 거리를 향해 있었다. 이후 19세기 말에 이르러 밀라노시에서 광장을 조성하고 주변 건물들을 철저히 재개발하기 싲가하였다. 루카 벨트라미는 1886년 벨트라미궁의 설계를 시작으로 1888년~1892년 마리노궁의 새 외관을 설계하였으며, 1923년~1927년에는 상업은행 본사를 설계하면서 지금의 풍경에 기여하였다.

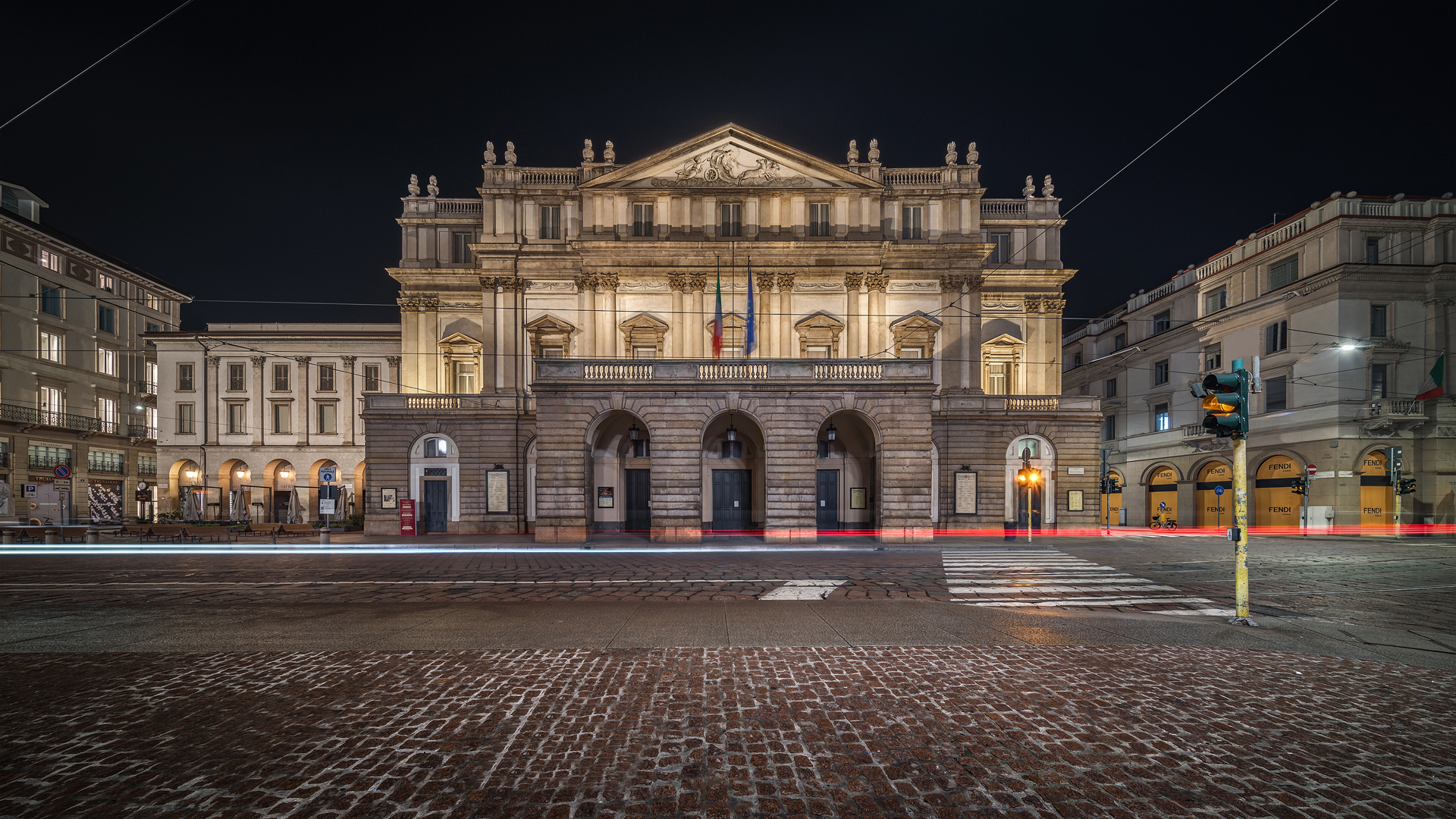
스칼라 극장
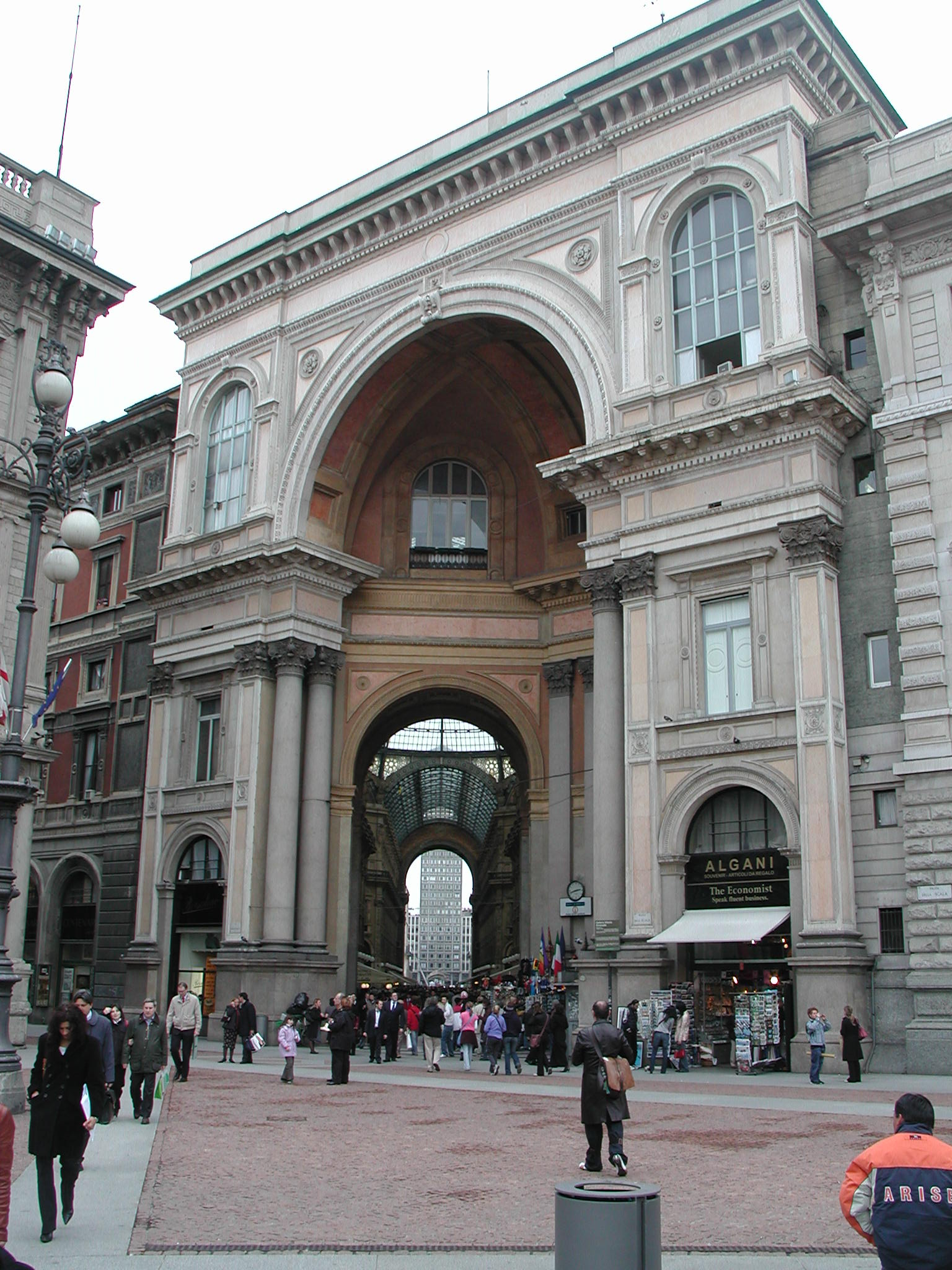
비토리오 에마누엘레 2세 갤러리아
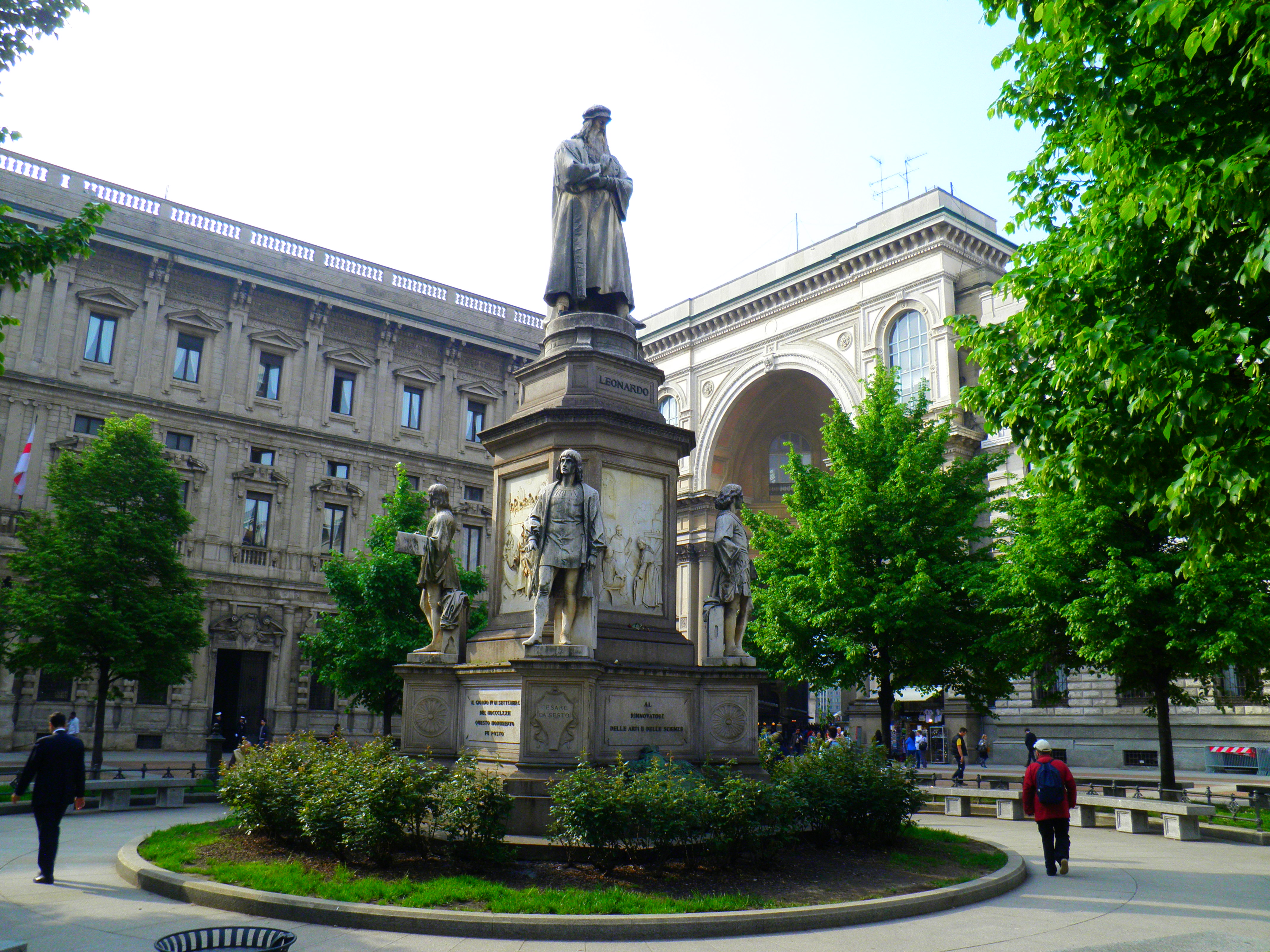
레오나르도 다빈치 기념상
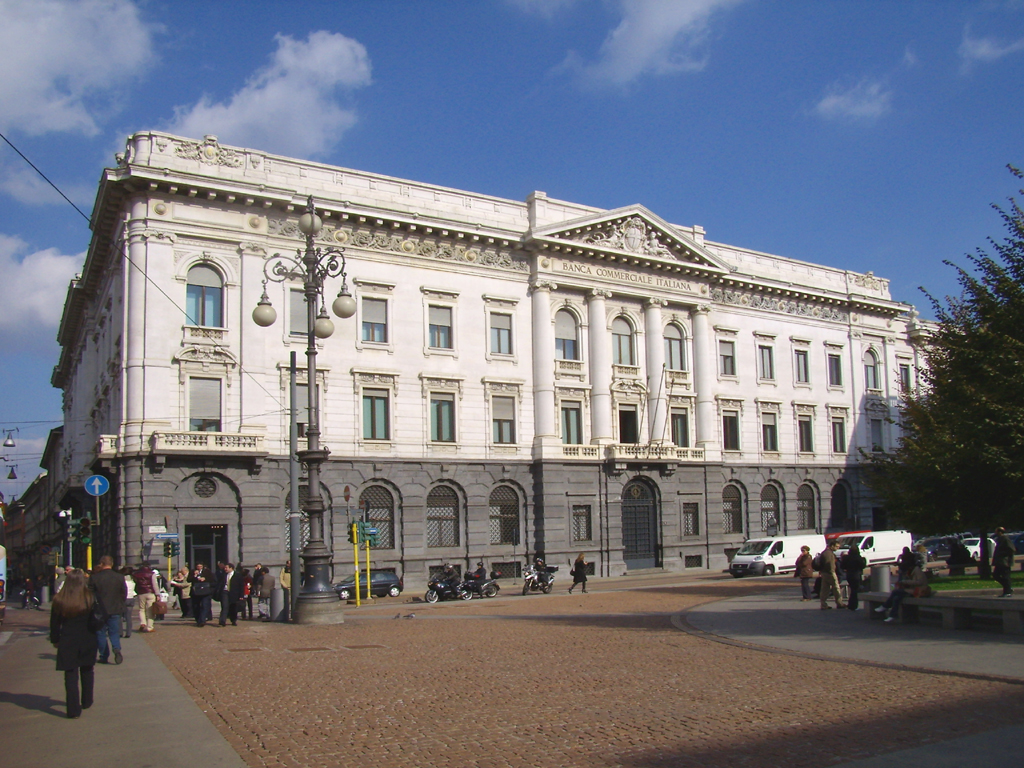
이탈리아 상업은행 궁전
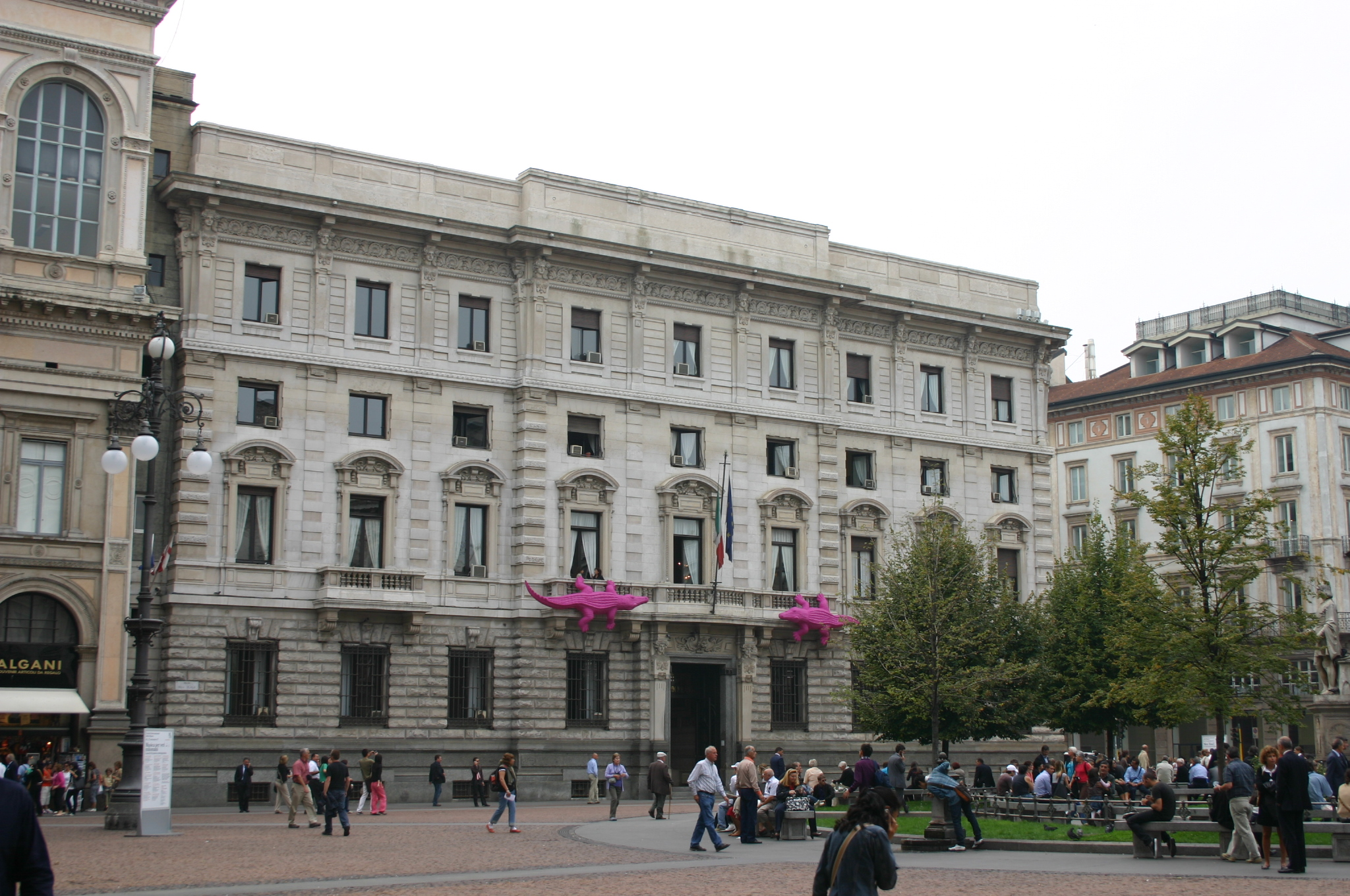
벨트라미궁
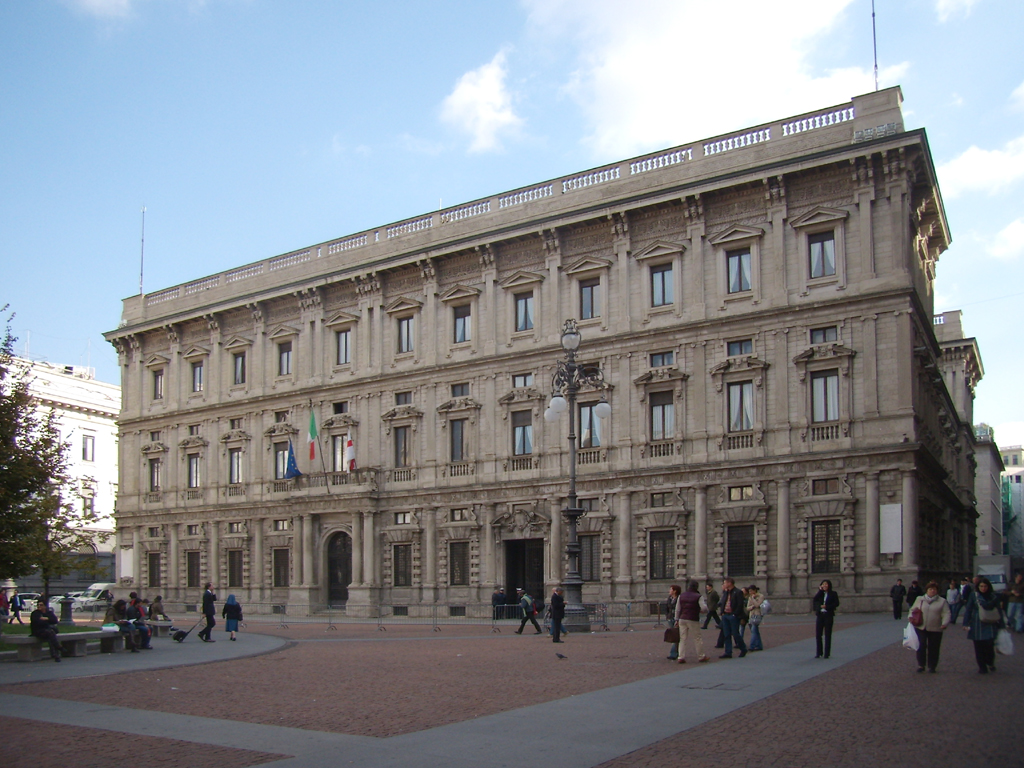
마리노궁

## 같이 보기
- 레오나르도 다 빈치 기념상